# Орден Преподобного Сергия Радонежского
О́рден Преподо́бного Се́ргия Ра́донежского — общецерковная награда Русской православной церкви, имеет три степени.

## История
Учреждён Священным синодом Русской православной церкви 26 декабря 1978 года. 5 октября 1999 года Священный синод утвердил новый дизайн ордена.
При награждении вручается знак ордена и грамота. Носится на левой стороне груди. Выполнен в виде четырёхконечного креста, в центре находится круглый медальон с изображением преподобного Сергия Радонежского. Девиз ордена — «Смирением возвышаемый» (наносится на оборотную сторону).
Награждаются иерархи поместных православных церквей, представители инославных церквей и религиозных объединений за церковные и миротворческие заслуги, государственные и общественные деятели всех вероисповеданий — за плодотворные труды.